# 밥 펠러
로버트 윌리엄 앤드루 '밥'펠러(영어: Robert William Andrew 'Bob' Feller, 1918년 11월 3일 ~ 2010년 12월 15일, 미국 아이오와주)는 전 메이저 리그 클리블랜드 인디언스에서 활약했던 투수였다. 별명은 Heater from Van Meter과 Rapid Robert라 불리었다.

## 생애

### 유년시절
미국 아이오와주의 농촌시골에서 태어났다. 그의 아버지는 평범한 농부로 열성적인 야구 팬이었는데, 아들 밥 펠러가 야구선수가 될 수 있도록 아들을 위해 농장 한편에 투수 마운드를 마련해주고, 나중에는 그 자리에 펜스와 조명시설까지 갖춘 야구장까지 설치해 만들어 주었다. 어린 시절부터 펠러는 이러한 아버지의 뒷받침속에 야구를 하면서 성장했다.
12살 때 펠러는 빠른 직구를 앞세워 고교 팀과 세미프로 팀을 상대한 7경기에서 5번의 노히트노런을 기록했다. 세미프로 팀을 상대로 21개의 삼진을 잡아낸 후 바로 다음 경기에서는 고교 팀을 상대로 23개를 기록했다. 이를 계기로 그는 메이저 리그 구단들에게 주목을 받게 되었다.

### 클리블랜드 인디언스 입단
1936년, 클리블랜드 인디언스의 단장은 '밥 펠러라는 고교생이 무시무시한 강속구를 던진다.'는 소문을 듣고, 당시 16살 나이에 고등학교 다니던 펠러를 직접 보러 왔고, 눈앞에서 그 광경을 보자마자 즉각 계약하기로 마음먹게 되었다. 당시 펠러는 메이저 리그 규정상 계약이 불가능한 16살의 나이였다. 이에 클리블랜드는 마이너리그 구단에 상당액을 지원하는 것으로 '케네소 마운틴 랜디스' 메이저 리그 커미셔너의 예외 인정을 얻어냈다. 여기서 그를 놀라게 한 것은 펠러가 계약조건으로 '단돈 1달러'와 함께 '클리블랜드 인디언스 단장의 사인볼'을 요구했다는 것이었다. 펠러가 그때 받았던 1달러짜리 수표는 지금도 그의 고향에 위치한 '밥 펠러 박물관'에 전시되어 있다.

#### 클리블랜드 인디언스에서 활약
1936년에 입단했을 당시 16살의 고등학생이라는 점에서 여러 논란을 일으키긴 했으나, 펠러는 그 해 스프링캠프에서 빠른 강속구를 주무기로 자니 마이즈, 조 매드윅이 버티고 있던 세인트루이스 카디널스를 상대로 3이닝 동안 무려 8개의 삼진을 잡아내며 주위를 놀라게 했다. 시즌 데뷔전에서는 세인트루이스 브라운스를 상대로 15개의 삼진을 잡아냈으며, 필라델피아 어슬레틱스를 상대로는 강속구 투수 디지 딘이 가지고 있던 메이저 리그 최고기록인 17개와 어깨를 나란히 했다.
그리고 다음해, 고교 졸업이후 펠러는 간간히 선발로 나서 9승(7선발승)을 거두었고, 1938년 19살 나이부터 풀타임 선발투수로 활약하게 되는데, 그해 17승(11패 4.08)과 240삼진으로 7시즌 연속 탈삼진왕의 스타트를 끊었다. 시즌 최종일에는 디트로이트 타이거스를 상대로 18K의 메이저 리그 신기록을 작성했다.
하지만, 그 해 무려 '208개의 볼넷'을 기록하여 메이저 리그 역사상 최초로 200볼넷 단일시즌을 기록한 선수가 되었다. 하지만, 밥 펠러는 이후 제구력에 중점을 두면서 조금씩 좋아져 가게 되었다.
1939년 밥 펠러는 24승(23선발승) 9패 2.85방어율과 246삼진을 기록하면서 팀의 에이스로 성장해 나아갔다. 1940년에는 27승(26선발승) 11패, 2.61방어율 261삼진을 기록하여 트리플 크라운에 달성했다. 특히, 1940년 시카고 화이트삭스 홈구장인 코미스키 파크에서 열린 개막전에 시카고 화이트삭스를 상대로 노히트 노런을 기록했는데, 이는 메이저 리그 역사상 최초의‘개막전 노히트 노런 투수’를 기록한 것이다.
1941년에도 펠러는 무려 343이닝을 던지며 25승(모두 선발) 13패 3.15방어율 260삼진으로 선전하여 5시즌 연속 다승-탈삼진 1위라는 뛰어난 활약을 보였다.

### 군대에 자원입대와 참전
1941년 시즌이 끝나고, 연봉협상을 위해 차를 몰고 구단으로 향해 가던 중, 라디오에서 '일본이 진주만을 공습'했다는 내용을 듣게 되었다. 펠러는 급히 차를 돌렸고, 얼마 지나지 않아 디트로이트 타이거스 소속의 간판타자 행크 그린버그에 이어 두 번째로 군대에 자원입대하는 메이저 리그 선수가 되었다. 펠러는 암으로 작고한 아버지 대신 가족들의 생계를 돌보고 있었기 때문에 징집 대상자가 아니었다. 하지만, 펠러 자신은 국가를 위해 자진스스로 자원입대를 했다.
전함 앨러배마 호(USS Alabama)에서 40mm 대공포 사수로 맡아 복무한 펠러는 북해에선 독일의 U-Boat잠수함과 맞섰으며, 태평양에서는 일본제국의 함대와 맞서 싸웠고, 마셜섬 전투, 괌 상륙작전, 도쿄 공습 등 수많은 역사적 전투에 참전했다. 이는 당시 메이저 리그 유명 선수들 대부분이 후방에 배치된 반면,(예를 들어, 조 디마지오의 임무는 위문차 군부대를 도는 것이었다. 행크 그린버그는 미 폭격기 파일럿으로 근무.) 펠러는 최전방에서 싸웠다. 1945년, 추축국의 패망으로 전쟁이 끝났고, 펠러는 각종 전쟁에 참전한 공로를 인정받아 5개의 종군 휘장과 8개의 무공 훈장을 달고 1945년 8월 22일에 제대했다.

### 클리블랜드 인디언스로 복귀
1945년 8월 22일 제대함과 동시에 곧바로 메이저 리그 소속팀 클리블랜드 인디언스에 복귀했다. 무려 3년간이 넘은 공백기를 이겨내고 복귀전에서 화려하게 시작하여 1945년 시즌에 9경기 중, 7경기를 완투. 5승(모두 선발) 3패 방어율 2.50을 기록하였다.
다음해 1946년, 복귀 첫 시즌을 맞았는데 펠러는 26승(모두 선발) 15패 2.18 방어율로 변함없는 괴력을 뽐냈다. 이 시즌에 42경기 선발등판, 36완투하였으며, 10번의 완봉과 함께 371⅓이닝을 던졌다. 특히, 정규시즌 중 뉴욕 양키스를 상대로 통산 2번째 노히트노런을 달성했고, 1946년 시즌 동안 348 탈삼진을 잡아냈는데, 이는 월터 존슨 이후 처음 나온 300 탈삼진이었다.
1947년 시즌에 20승(모두 선발) 11패 2.68방어율에 196삼진을 기록하여 다승-탈삼진 동시석권한 펠러는 서서히 내리막길을 걷게 되었다. 1948년 정규시즌에 19승(모두 선발) 15패 3.56방어율에 164삼진을 기록하여 소속팀 클리블랜드를 28년 만에 월드시리즈에 진출하는데 큰 기여를 하였다. 1948년 월드시리즈의 상대팀은 보스턴 브레이브스를 였는데, 펠러는 1차전 1실점 완투했음에 불구하고도 패전투수가 되었다. 여기서 그 1실점은 8회말 석연치 않은 세이프 판정을 받은 2루 주자가 홈으로 들어온 것이 1실점이었다. 펠러는 5차전에서 5⅓이닝 7실점 패배를 당해 월드시리즈에서 큰 활약을 하지 못했으나, 같은 소속팀 투수 밥 레몬(Bob Lemon)의 대활약으로 소속팀 클리블랜드 인디언스는 4승2패로 보스턴 브레이브스를 누르고 월드시리즈 우승을 하였다. 강속구를 주무기로 탈삼진을 잡아내는 에이스 펠러는 1940년대 말, 메이저 리그로 복귀하면서 시즌 전에 홈 플레이트 정도의 크기의 쇠로 만든 박스 안으로 공을 던지는 테스트를 하였는데, 무려 98.6마일(약 158.7 km)이 찍혔다. 펠러는 마운드에서 스파이크를 신고 공을 던져 나온 구속이었다.
1949년 정규시즌에 15승(12선발) 14패 3.75방어율 기록, 1950년에는 16승(모두 선발) 11패 3.43방어율을 기록하여 점점 하향세로 내려간 펠러는, 이듬해 1951년에 마지막 불꽃을 태우며 통산 6번째이자 마지막 다승왕에 올랐다. 1951년 시즌에 거둔 성적은 22승(모두 선발) 8패 방어율은 3.50이었다.
1952년 펠러는 9승(모두 선발) 13패 4.74에 그치며 선발 등판경기 풀타임 11시즌 만에 처음으로 10승에 실패했고, 승률 5할 미만에 처음인 것이었다. 1954년 클리블랜드 인디언스는 막강한 타선을 바탕으로 월드시리즈에 진출했으나, 노쇠화되어 하향세였던 펠러는 월드시리즈 마운드에 오르지 못했다. 1954년 월드시리즈에서 클리블랜드는 뉴욕 자이언츠의 윌리 메이스의 활약에 힘입어 뉴욕 자이언츠에 4전 전패. 4연패로 물러나게 되어 준우승하게 되었다. 1955년 36살이 된 밥 펠러는 하향세를 타게 되어 선발진에서 탈락했다. 펠러는 2년간 5승을 더 올린 후, 1956년 시즌을 끝으로 은퇴를 선언했다.
통산 266승(258선발) 162패, 3.25방어율, 3827이닝, 2581 탈삼진 기록했다.

### 은퇴 이후
은퇴 후, 사업가의 길을 걸어 상당한 성공을 했다. 1957년 클리블랜드 인디언스 구단은 밥 펠러가 선수로 뛰었을 때 등번호 '19번'을 구단 최초의 영구 결번으로 지정했다. 1962년에는 명예의 전당 투표에서 93.75%의 높은 득표율을 기록하여 투표 첫 해 입성하는 투수가 됐다.
2001년, 클리블랜드 인디언스 창단 100주년 기념 행사에서 홈구장 제이콥스 필드를 방문하여 많은 팬들로부터 뜨거운 열화와 갈채를 받았다.
2006년에는 클리블랜드 인디언스 스프링캠프에 찾아와 선수들에게 조언을 해주곤 했다.

## 사망
2009년 11월, 폐렴 증세로 건강이 악화돼 병원에 입원했다. 이후 상태가 위급해져 2010년 10월 클리블랜드의 호스피스로 옮겨졌지만, 2010년 12월 15일 백혈병에 의한 폐렴으로 인해 세상을 떠났다.

## 통산 성적
| 년도   | 소속팀 | 승리 | 패전 | 방어율 | 등판 | 선발 | 완투 | 완봉 | 세이브 | 이닝   | 피안타 | 실점 | 자책점 | 피홈런 | 사사구 | 4구  | 탈삼진 |
| ------ | ------ | ---- | ---- | ------ | ---- | ---- | ---- | ---- | ------ | ------ | ------ | ---- | ------ | ------ | ------ | ---- | ------ |
| 1936년 | CLE    | 5    | 3    | 3.34   | 14   | 8    | 5    | 0    | 1      | 62.0   | 52     | 29   | 23     | 1      | 4      | 47   | 76     |
| 1937년 | CLE    | 9    | 7    | 3.39   | 26   | 19   | 9    | 0    | 1      | 148.2  | 116    | 68   | 56     | 4      | 2      | 106  | 150    |
| 1938년 | CLE    | 17   | 11   | 4.08   | 39   | 36   | 20   | 2    | 1      | 277.2  | 225    | 136  | 126    | 13     | 7      | 208  | 240    |
| 1939년 | CLE    | 24   | 9    | 2.85   | 39   | 35   | 24   | 4    | 1      | 296.2  | 227    | 105  | 94     | 13     | 3      | 142  | 246    |
| 1940년 | CLE    | 27   | 11   | 2.61   | 43   | 37   | 31   | 4    | 4      | 320.1  | 245    | 102  | 93     | 13     | 5      | 118  | 261    |
| 1941년 | CLE    | 25   | 13   | 3.15   | 44   | 40   | 28   | 6    | 2      | 343.0  | 284    | 129  | 120    | 15     | 5      | 194  | 260    |
| 1945년 | CLE    | 5    | 3    | 2.50   | 9    | 9    | 7    | 1    | 0      | 72.0   | 50     | 21   | 20     | 1      | 2      | 35   | 59     |
| 1946년 | CLE    | 26   | 15   | 2.18   | 48   | 42   | 36   | 10   | 4      | 371.1  | 277    | 101  | 90     | 11     | 3      | 153  | 348    |
| 1947년 | CLE    | 20   | 11   | 2.68   | 42   | 37   | 20   | 5    | 3      | 299.0  | 230    | 97   | 89     | 17     | 4      | 127  | 196    |
| 1948년 | CLE    | 19   | 15   | 3.56   | 36   | 28   | 15   | 0    | 0      | 280.1  | 255    | 123  | 111    | 20     | 2      | 116  | 164    |
| 1949년 | CLE    | 15   | 14   | 3.75   | 36   | 28   | 15   | 0    | 0      | 211.0  | 198    | 104  | 88     | 18     | 1      | 84   | 108    |
| 1950년 | CLE    | 16   | 11   | 3.43   | 35   | 34   | 16   | 3    | 0      | 247.0  | 230    | 105  | 94     | 20     | 5      | 103  | 119    |
| 1951년 | CLE    | 22   | 8    | 3.50   | 33   | 32   | 16   | 4    | 0      | 249.2  | 239    | 105  | 97     | 22     | 7      | 95   | 111    |
| 1952년 | CLE    | 9    | 13   | 4.74   | 30   | 30   | 11   | 0    | 0      | 191.2  | 219    | 124  | 101    | 13     | 3      | 83   | 81     |
| 1953년 | CLE    | 10   | 7    | 3.59   | 25   | 25   | 10   | 1    | 0      | 175.2  | 163    | 78   | 70     | 16     | 3      | 60   | 60     |
| 1954년 | CLE    | 13   | 3    | 3.09   | 19   | 19   | 9    | 1    | 0      | 140.0  | 127    | 53   | 48     | 13     | 3      | 39   | 59     |
| 1955년 | CLE    | 4    | 4    | 3.47   | 25   | 11   | 2    | 1    | 0      | 83.0   | 71     | 43   | 32     | 7      | 1      | 31   | 25     |
| 1956년 | CLE    | 0    | 4    | 4.97   | 19   | 4    | 2    | 0    | 1      | 58.0   | 63     | 34   | 32     | 7      | 0      | 23   | 18     |
| 통산   | 18년   | 266  | 162  | 3.25   | 570  | 484  | 279  | 44   | 21     | 3827.0 | 3271   | 1557 | 1384   | 224    | 60     | 1764 | 2581   |

## 참고자료
- 글러브 대신 총 든 야구선수들
- '조국에 바친 100승' 밥 펠러